# 高橋世織
高橋 世織（たかはし せおり、男性、1951年4月9日 - ）は、日本の文芸評論家、日本映画大学教授（映画学部初代学部長）。光村図書出版中学校国語教科書編集委員。

## 経歴
石川県出身。石川県立小松高等学校を経て、早稲田大学政治経済学部政治学科へ入学。卒業後は早稲田大学大学院文学研究科へ進む。その後、同博士課程満期退学。早稲田大学文学部助手、北海道大学文学部助教授を経て、1993年に早稲田大学政治経済学部教授。2005年まで早稲田大学政治経済学部および早稲田大学大学院文学研究科にてゼミナールを担当。早稲田大学芸術学校においても教鞭を執る。また、数多くのテーマカレッジやワークショップを企画・担当。
2006年度より各地の大学および短期大学、専修学校で兼任講師、2007年度より東京工業大学世界文明センター特任教授等を歴任。
その後、2011年4月開学の日本映画大学教授（映画学部初代学部長）。学部長の任期満了後より日本映画大学図書館長に就任

## 人物
- じっさいの「高」ははしご高。
- ミュージシャンの高橋幸宏の従兄弟にあたる。
- 父は戦前の官立系の大学で『源氏物語』などを講じていた国文学者、母は北原白秋の歌誌「多磨」に参加していた歌人[2]。
- 両親の仕事柄、本に囲まれて育ったが幼少期は逆に読書をせず気象に夢中で、当時の夢は気象庁に勤務することだった[2]。
- 中学校時代は、朝から晩まで部活のブラスバンドで金管楽器を吹き、『ロビンソン・クルーソー』に夢中になった[3]。
- 高校時代からいわゆる「文学少年」となるが、あえて堅い政治思想史の道に進むが、夢中になれず大学院では文学を研究することを決めた。また、大学在学中に東京藝術大学油画科を受験する“仮面浪人”の時期を経験している[2]。早稲田大学絵画会という美術系学生の会の幹事長を務めていた[4]。
- 早稲田大学在職中の研究テーマは国文学・モダニズム研究および映像文化論であった。
- 2009年7月の静岡県知事選挙では元同僚の川勝平太候補に応援メッセージを寄せた。
- 教え子に渡辺一史 (作家)、國分功一郎（東京大学大学院総合文化研究科准教授）、宮崎大祐（映画監督）らがいる。

## 著書

### 単著
- 『感覚のモダン　朔太郎・潤一郎・賢治・乱歩』せりか書房、2003年

### 共著
- 『口承文芸の世界 ― 日本とヨーロッパの昔話を中心に』（北海道大学放送教育委員会編）、北海道大学出版会、1989年
- 『コレクション現代詩』（大塚常樹、島村輝、勝原晴希、杉本優、中丸宣明）桜楓社、1991年
- 『読むための理論―文学・思想・批評』（石原千秋、木股知史、小森陽一、島村輝、高橋修）、世織書房、1991年
- 『「生活」を「芸術」として 西村伊作の世界』（展覧会図録）（酒井忠康、田中修司、水沢勉、植野比佐見、加藤百合、奥村一郎、宮本久宣）、NHKきんきメディアプラン、2002年
- 『仰向く身体 : 宮沢賢治と中原中也のイメージ交差』（松浦寿輝まえがき『岩波講座 文学4 詩歌の饗宴』に収録）、岩波書店、2003年
- 『表象からの越境』（モダニズム研究会編、大平具彦、木村榮一、鈴木雅雄、西成彦、長畑明利、五十殿利治、井上明彦、野坂政司、三宅昭良）、人文書院、2004年
- 『教養としての編集』（酒井道夫、金子伸二、田村裕）、武蔵野美術大学出版局、2009年[5]
- 『ポスト3・11　変わる学問　気鋭大学人からの警鐘』（河合塾編）、朝日新聞出版、2012年

### 編著
- 『映画と写真は都市をどう描いたか』ウェッジ（ウェッジ選書）、2007年